# Coryphaenoides nasutus
Coryphaenoides nasutus es una especie de pez de la familia Macrouridae en el orden de los Gadiformes.

## Morfología
Los machos pueden llegar alcanzar los 47 cm de longitud total.

## Hábitat
Es un pez de aguas profundas que vive entre 625-1.180 m de profundidad.

## Distribución geográfica
Se encuentra desde el norte del Japón hasta el Mar de la China Oriental.